# 贝格勃劳凯勒啤酒馆
贝格勃劳凯勒啤酒馆（德语：Bürgerbräukeller，意为“公民啤酒窖”）是德国慕尼黑的一个啤酒馆。啤酒館政變就在此地發生。 
1933年以后，每年11月8日，希特勒都在此发表纪念啤酒馆政变的演说。1939年11月8日，希特勒在此遇到暗杀，因为比原计划早离开数分钟而侥幸生存，当时有7人丧生，63人受伤。1945年4月9日，刺客格奥尔格·埃尔塞在达豪集中营被处死。
贝格勃劳凯勒啤酒馆直到1945年战争结束都被作为食品仓库使用。之后成为了美军的食堂。1958年啤酒馆重新开张，作为大型餐馆和公共活动的场所。1979年整个建筑因为翻新被拆除。

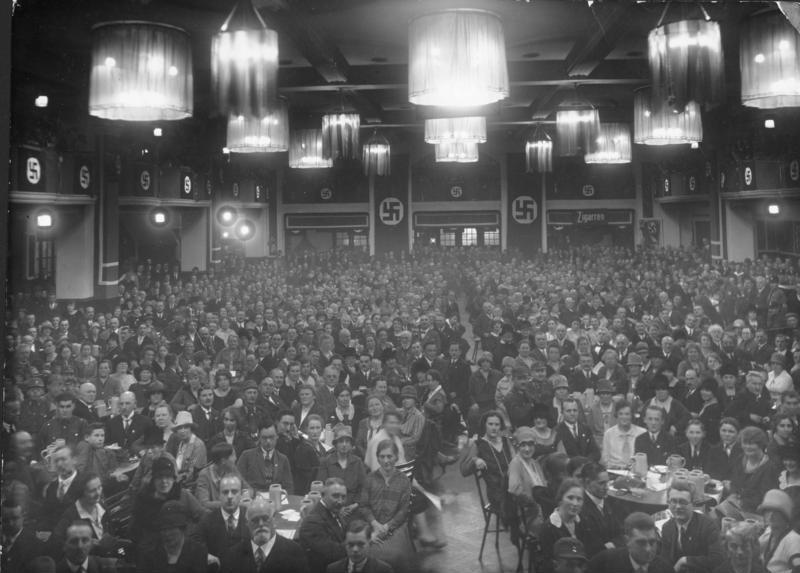
纳粹党在1923年左右在贝格勃劳凯勒啤酒馆举行的会议